# Shusaku Nishikawa
Shusaku Nishikawa (西川 周作, Nishikawa Shusaku, Oita, 18 juni 1986) is een Japans voetballer die als doelman speelt bij Urawa Red Diamonds.

## Clubcarrière
Shusaku Nishikawa speelde tussen 2005 en 2009 voor Oita Trinita. Hij tekende in 2010 bij Sanfrecce Hiroshima.

## Interlandcarrière
Shusaku Nishikawa maakte op op 8 oktober 2009 zijn debuut in het Japans voetbalelftal tijdens een kwalificatiewedstrijd voor de Azië Cup 2011 tegen Hongkong. Bondscoach Takeshi Okada liet hem de volledige wedstrijd spelen. In 2008 nam hij deel aan de Olympische Zomerspelen en in 2011 werd hij opgenomen in de Japanse selectie voor de Azië Cup 2011.

## Statistieken
| Japans voetbalelftal | Japans voetbalelftal | Japans voetbalelftal |
| Jaar                 | Wed.                 | Dlp.                 |
| -------------------- | -------------------- | -------------------- |
| 2009                 | 1                    | 0                    |
| 2010                 | 2                    | 0                    |
| 2011                 | 4                    | 0                    |
| 2012                 | 1                    | 0                    |
| 2013                 | 4                    | 0                    |
| 2014                 | 3                    | 0                    |
| 2015                 | 8                    | 0                    |
| 2016                 | 8                    | 0                    |
| Totaal               | 31                   | 0                    |